# Titanic (banda sonora)
Titanic: Music from the Motion Picture es la banda sonora de la película Titanic (1997). Fue compuesta por James Horner y lanzada el 18 de noviembre de 1997 por Sony Music. Tal como la película, el álbum tuvo un rotundo éxito con más de 30 millones de copias vendidas, siendo uno de los álbumes más vendidos de toda la historia.
La banda sonora obtuvo numerosos premios, entre los que se destaca el premio Óscar en 1998 en la categoría de «mejor banda sonora - drama». Además, la canción «My Heart Will Go On», cuya melodía fue compuesta por James Horner, escrita por Will Jennings e interpretada por Céline Dion, obtuvo el Óscar a la mejor canción original.
Debido al éxito que tuvo la banda sonora de Titanic, Horner compuso un segundo álbum, llamado Back to Titanic. El nuevo álbum, lanzado en agosto de 1998, es una mezcla de material del disco anterior con material nuevo.

## Información general

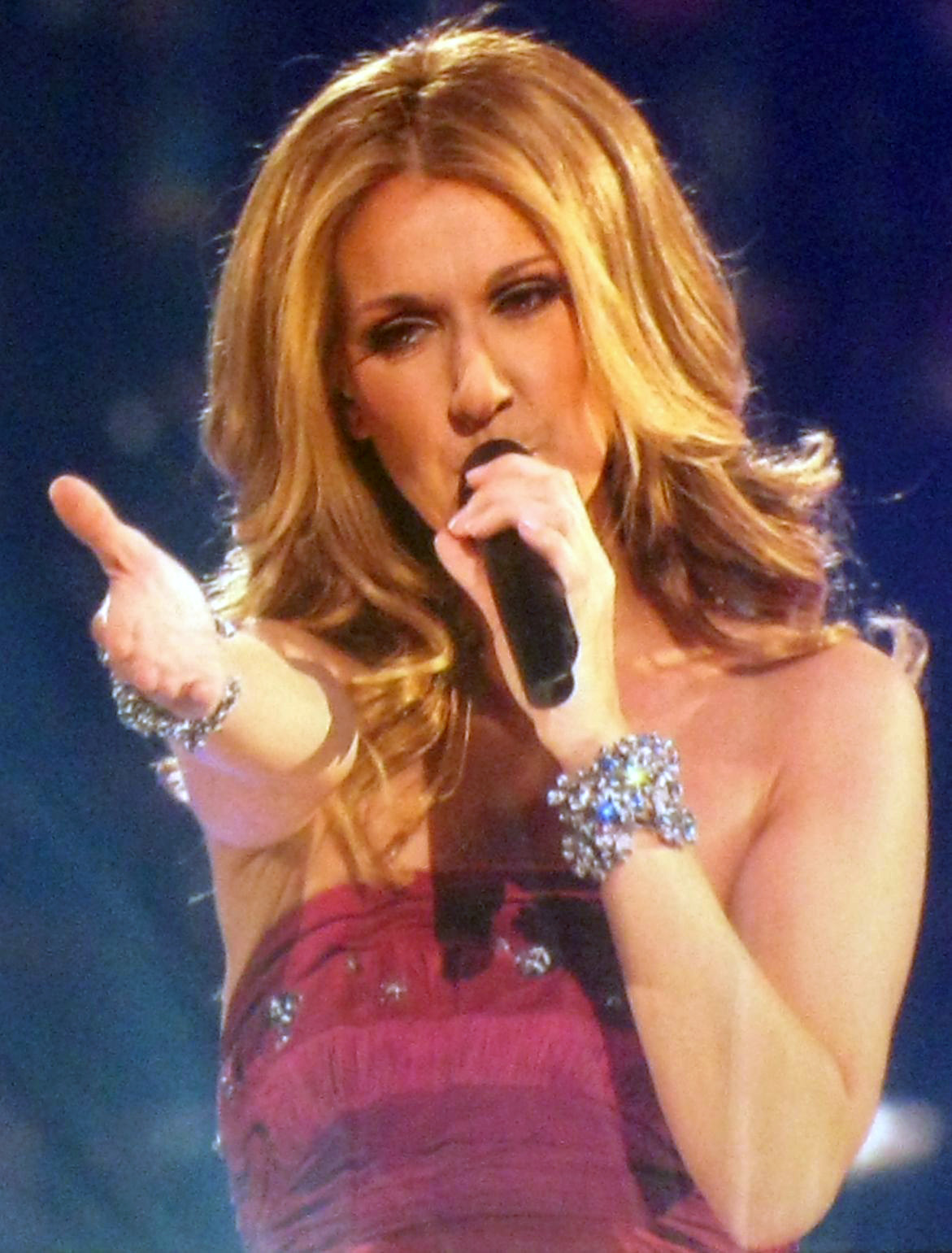
Céline Dion cantó la canción más popular del álbum.

La intención original del director de la película, James Cameron, era que Enya compusiera la música, y de hecho usó su música como una banda sonora temporaria durante la edición de la película. Cuando Enya se negó, Cameron le ofreció el trabajo a James Horner, con quien tenía una fría relación después de su primer trabajo juntos, Aliens, pero reconsideró las cosas cuando escuchó la banda sonora de Braveheart.
Horner compuso la banda sonora teniendo en cuenta el estilo de Enya;
la cantante noruega Sissel Kyrkjebø prestó su voz para la parte vocal de la banda sonora. Su voz apareció en siete pistas y fue, según Horner y muchos más, «la voz inolvidable de Titanic».
Cameron le dijo a Horner que «Se metiera adentro de la historia. Que escribiera a Jack, a Rose, a Titanic.» Tres semanas después, Horner le mostró un demo a Cameron y, cuando terminó, Cameron tenía los ojos llorosos. Horner luego le mostró dos melodías más, que estaban conectadas a momentos tristes de la película, como la muerte de Jack. Las melodías dejaron a Cameron llorando. La música que había compuesto Horner era justo lo que él quería.
Horner quería una canción que apareciese en los créditos y cerrase con broche de oro la película. Por lo tanto, desobedeciendo a Cameron, quien no quería una canción con letra, llamó a su amigo Will Jennings para que la escribiese. Cuando habían terminado, Horner se reunió en Las Vegas con Céline Dion, quien ya había participado en varias películas, y su esposo, el mánager de Dion, y se las mostró, con la intención de que la interpretase la cantante. A Dion le gustó mucho, así que aceptó y cantó la pieza más distintiva de la película, «My Heart Will Go On».
Ahora quedaba mostrarle a Cameron la canción. Horner buscó el mejor momento para hacerlo; cuando el director estaba entusiasmado por unos efectos que habían logrado, Horner se la enseñó. A Cameron le encantó y aceptó ponerla en Titanic.
«My Heart Will Go On» tuvo un rotundo éxito mundial, y llegó a los primeros lugares en la lista de canciones más populares de varios países.
En 1997, ganó un Óscar a la «Mejor canción original» y posteriormente un Globo de Oro en la misma categoría en 1998.
Para el fondo coral, Horner utilizó un coro de voces sintetizadas, en vez de uno de voces humanas. Esto se debió a que Horner quería evitar un sonido que diese la sensación de un coro de iglesia.

## Compositor

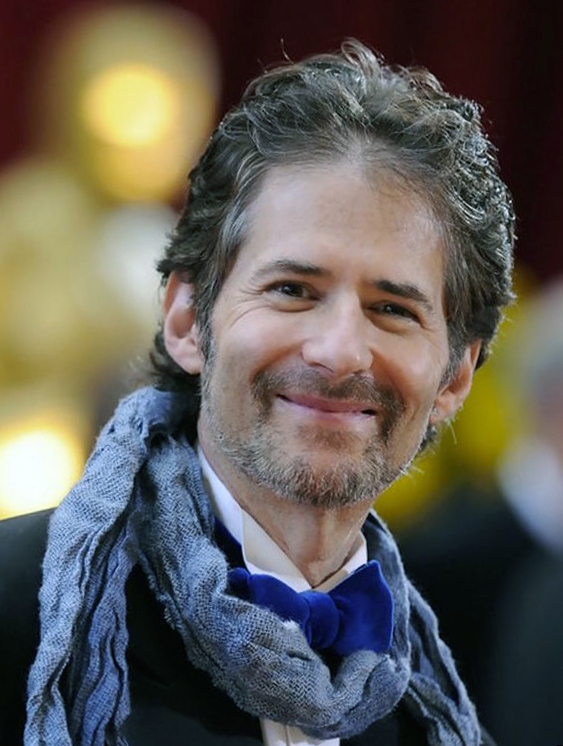
James Horner en 2010

James Horner fue un compositor y director de orquesta, nacido el 14 de agosto de 1953 en Los Ángeles, California. Estudió en el Royal College of Music y entró en el mundo de la composición de música para películas con bandas sonoras menores, pero poco a poco comenzó a obtener trabajos en películas más importantes.
Horner compuso más de cien bandas sonoras, entre las que se encuentran la segunda y la tercera de la saga de ciencia ficción Star Trek (1982 y 1984), la de Aliens (1986), Apolo 13, Casper y Braveheart (1995), El hombre bicentenario (1998), El Grinch (2000), Troya (2004), Las crónicas de Spiderwick (2007), El niño con el pijama de rayas (2008), Avatar (2010) y The Karate Kid (2011).
Además de las dos nominaciones ganadoras de Titanic, Horner también fue nominado por: An American Tail, Aliens, Field of Dreams, Braveheart, Apolo 13, A Beautiful Mind, Casa de arena y niebla y Avatar.

## Pistas
Toda la música compuesta por James Horner. 
| N.º | Título                                                                                   | Duración |  |
| 1.  | «Never an Absolution»                                                                    | 3:03     |  |
| 2.  | «Distant Memories»                                                                       | 2:23     |  |
| 3.  | «Southampton»                                                                            | 4:01     |  |
| 4.  | «Rose»                                                                                   | 2:52     |  |
| 5.  | «Leaving Port»                                                                           | 3:26     |  |
| 6.  | «Take Her to Sea, Mr. Murdoch»                                                           | 4:31     |  |
| 7.  | «Hard to Starboard»                                                                      | 6:52     |  |
| 8.  | «Unable to Stay, Unwilling to Leave»                                                     | 3:56     |  |
| 9.  | «The Sinking»                                                                            | 5:05     |  |
| 10. | «Death of Titanic»                                                                       | 8:26     |  |
| 11. | «A Promise Kept»                                                                         | 6:02     |  |
| 12. | «A Life So Changed»                                                                      | 2:13     |  |
| 13. | «An Ocean of Memories»                                                                   | 7:57     |  |
| 14. | «My Heart Will Go On» (letra escrita por Will Jennings e interpretación por Céline Dion) | 5:11     |  |
| 15. | «Hymn to the Sea»                                                                        | 6:25     |  |

Fuente: Allmusic.

## Back to Titanic
Debido al gran éxito que obtuvo la banda sonora de Titanic, Horner compuso un nuevo álbum, llamado Back to Titanic. El álbum fue lanzado el 25 de agosto de 1998 para que coincidiese con el lanzamiento en VHS de la película. Back to Titanic es una mezcla de material del disco anterior con material nuevo.
Entre el material que aparece en este disco pero no en el anterior, se encuentra la interpretación de Moya Brennan de «Come Josephine, in my Flying Machine», una canción que en la película Jack le canta a Rose, y luego ella canta cuando aguarda a ser rescatada de las aguas congeladas del océano Atlántico.
También hay una nueva versión de My Heart Will Go On.
El álbum fue un éxito también, aunque no tanto como su predecesor. El 2 de octubre de 1998 fue certificado «Platinum» por la Recording Industry Association of America (RIAA) por los envíos de un millón de copias en los Estados Unidos. Para diciembre de 2008 ya había vendido 1,2 millones de copias en ese país, de acuerdo con Nielsen SoundScan.

## Recepción

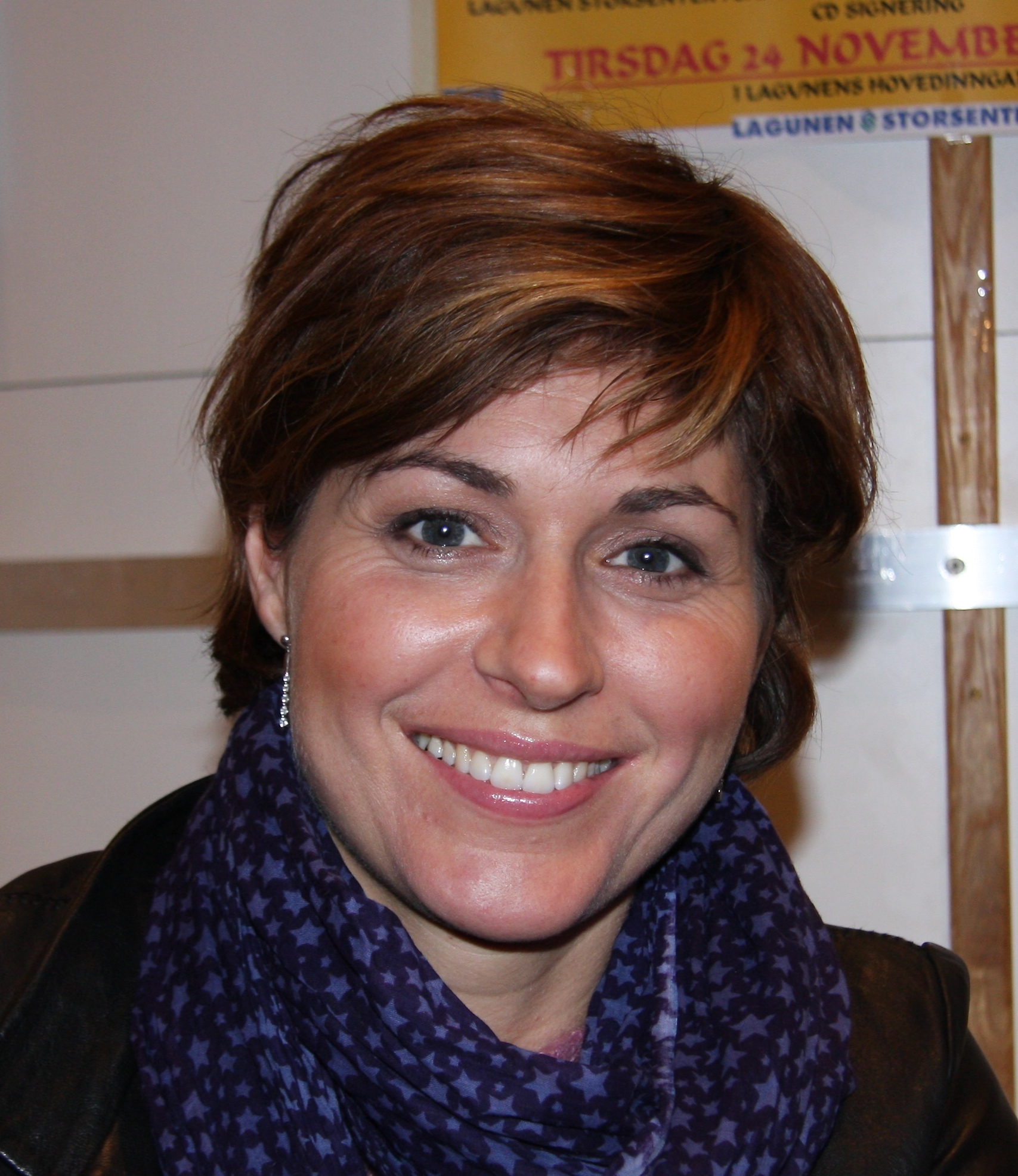
Sissel Kyrkjebø prestó su voz para la parte vocal de la banda sonora.

### Crítica
Como la película, la banda sonora fue bien acogida por los críticos. Stephen Thomas Erlewine de Allmusic elogió como muchos otros la «voz inolvidable» de Sissel; además dijo que el álbum «da exactamente lo que promete» y que «la música es majestuosa sin llegar a ser melodramática y delicadamente romántica sin caer en el sentimentalismo empalagoso».
La reseña de Filmtracks también elogió la voz de Sissel, que fue «la identidad musical de Rose»; además se preguntó por qué Sissel no cantó «My Heart Will Go On», aunque elogió el trabajo de Dion.
Joe Tracy, de la revista Hollywood Lot, escribió que el álbum era la «mejor banda sonora de James Horner» y que «la música era conmovedora, fácil de perderse en ella y poderosa cuando era necesario». BSOSpirit también la consideró el mejor trabajo de Horner y la describió como «una perfección de Braveheart».
Richard Elen de Audio Video Revolution dijo que hoy en día es casi imposible escuchar un álbum moderno de música celta sin recordar la banda sonora de Titanic.
Lynden Barber de Urban Cinefile escribió que la banda sonora de Titanic funcionaba de una forma aceptablemente subliminal con la película, pero que para su gusto era «demasiado sentimental y romántica para destacarse por sí sola».

### Posicionamiento en las listas
La banda sonora de Titanic se posicionó rápidamente en la cima del Billboard 200 y en enero llegó al primer lugar.
El álbum permaneció en el primer lugar por dieciséis semanas consecutivas, hasta que fue reemplazado por Before These Crowded Streets de Dave Matthews Band.
Titanic vendió más de treinta millones de copias a nivel mundial, y más de once millones en los Estados Unidos; por este último logro, fue certificada «11 x Platinum» por la RIAA. A diciembre de 2012, el álbum ha vendido 10,17 millones de unidades en dicho territorio.
El álbum también llegó al primer puesto en otros países. En el Reino Unido permaneció en el primer puesto por tres semanas consecutivas, y fue certificada «3 x Platinum» por las más de novecientas mil copias que vendió; en Australia vendió más de 350 mil y fue certificada con «5 x Platinum» por la ARIA; y en Canadá, donde vendió más de un millón de copias, fue certificada «Diamond» (Diamante) por la CRIA.

Abajo se muestra una lista parcial de la posición más alta alcanzada por el álbum en diversos países. También se muestra la certificación.
| País           | Posición más alta | Certificación          | Certificación | Referencias   |
| País           | Posición más alta | Organismo certificador | Certificación | Referencias   |
| -------------- | ----------------- | ---------------------- | ------------- | ------------- |
| Alemania       | 1                 | IFPI                   | 5x Oro        | [ 36 ] [ 37 ] |
| Australia      | 1                 | ARIA                   | 5x Platino    | [ 38 ] [ 34 ] |
| Canadá         | 1                 | CRIA                   | Diamante      | [ 39 ] [ 35 ] |
| Estados Unidos | 1                 | RIAA                   | 11x Platino   | [ 28 ] [ 22 ] |
| Francia        | 1                 | SNEP                   | Diamante      | [ 36 ] [ 40 ] |
| Reino Unido    | 1                 | BPI                    | 3x Platino    | [ 32 ] [ 33 ] |
| Suiza          | 1                 | IFPI                   | 4x Platino    | [ 36 ] [ 41 ] |

### Premios
| Año  | Premio                                             | Categoría                                                             | Receptor                     | Resultado |
| ---- | -------------------------------------------------- | --------------------------------------------------------------------- | ---------------------------- | --------- |
| 1998 | Premio Óscar                                       | Mejor banda sonora - Drama                                            | James Horner                 | Ganadora  |
| 1998 | Premio Óscar                                       | Mejor canción original                                                | James Horner y Will Jennings | Ganadora  |
| 1998 | Premio Chicago Film Critics Association            | Mejor banda sonora original                                           | James Horner                 | Ganadora  |
| 1998 | Premio Globo de Oro                                | Mejor banda sonora original - Película                                | James Horner                 | Ganadora  |
| 1998 | Premio Globo de Oro                                | Mejor Canción Original - Película                                     | James Horner y Will Jennings | Ganadora  |
| 1999 | Premio ASCAP para música de películas y televisión | Canciones más interpretadas de películas                              | James Horner y Will Jennings | Ganadora  |
| 1998 | Premios Satellite                                  | Banda sonora original sobresaliente                                   | James Horner                 | Ganadora  |
| 1998 | Premios Satellite                                  | Canción original sobresaliente                                        | James Horner y Will Jennings | Ganadora  |
| 1998 | Premios BMI para música de películas y televisión  | Canciones más interpretadas de películas                              | Will Jennings                | Ganadora  |
| 1998 | Premio Blockbuster Entertainment                   | Canción favorita de una película                                      | Céline Dion                  | Ganadora  |
| 1998 | Premio Blockbuster Entertainment                   | Banda sonora favorita                                                 | Sin datos                    | Nominada  |
| 1999 | Premio Brit                                        | Mejor banda sonora                                                    | Sin datos                    | Ganadora  |
| 1999 | Premio Grammy                                      | Mejor canción hecha específicamente para una película o la televisión | James Horner y Will Jennings | Ganadora  |
| 1998 | Premio Las Vegas Film Critics Society              | Mejor canción original                                                | James Horner y Will Jennings | Ganadora  |
| 1998 | Premio MTV Movie                                   | Mejor canción de película                                             | Céline Dion                  | Nominada  |
| 1998 | Premio BAFTA                                       | Premio Anthony Asquith para música de películas                       | James Horner                 | Nominada  |

Fuente: IMDb.